# Konfessionszugehörigkeit in Baden im 19. Jahrhundert

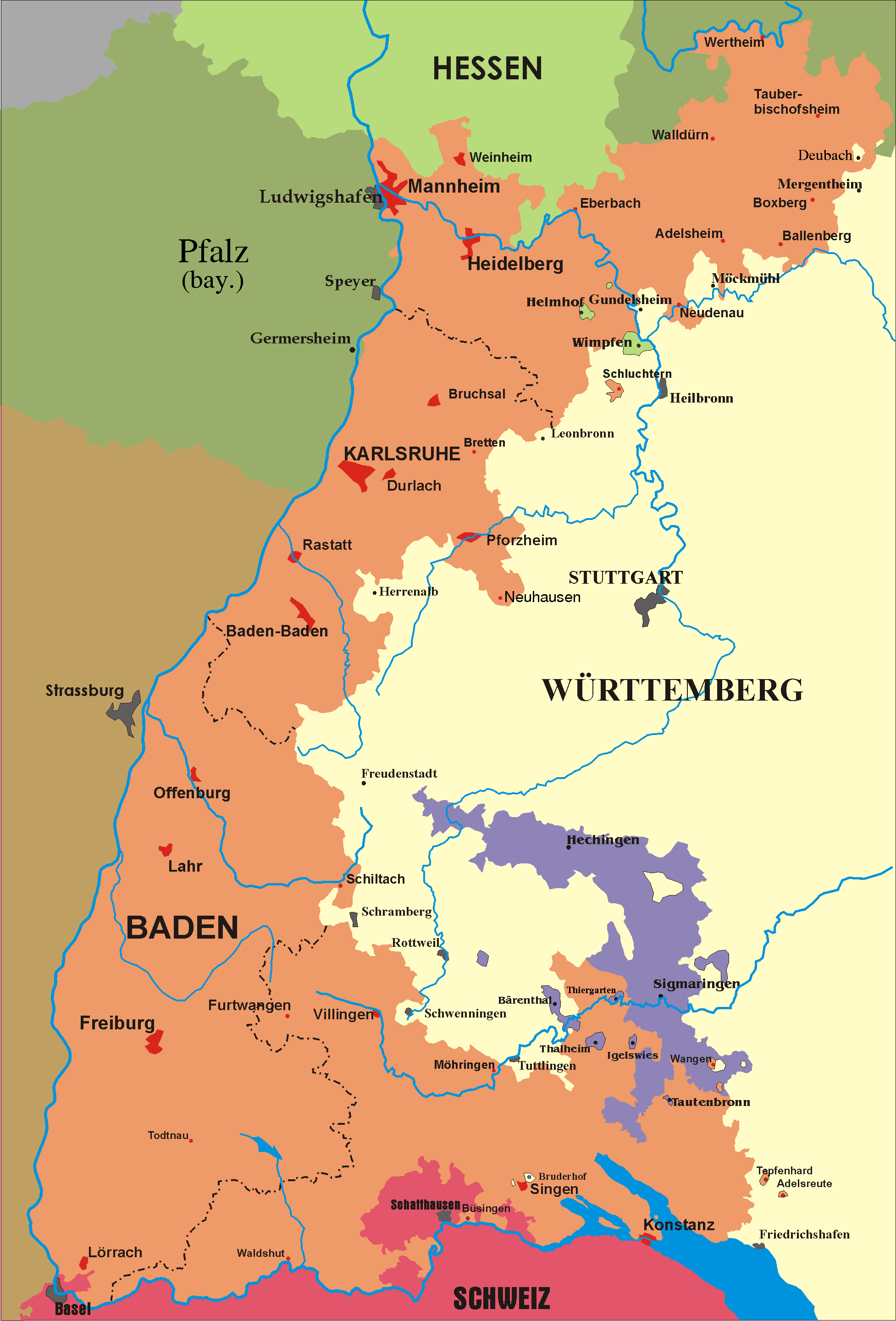
Baden 1806–1945

Die Konfessionszugehörigkeit in Baden wurde 1825 erstmals von der staatlichen Verwaltung systematisch erfasst und zusammengestellt.

## Statistik von 1825
Im Jahr 1825 gehörten 67,1 % der Bevölkerung der römisch-katholischen Kirche an, 31,2 % der evangelischen Landeskirche und die jüdische Bevölkerung war mit 1,6 % eine kleine Minderheit.

### Katholische Bevölkerung
Der klar dominante katholische Bevölkerungsanteil drückte sich in 17 Amtsbezirken ganz besonders aus, wo über 90 % der Einwohner katholisch waren. Deshalb können Gebiete am Bodensee, am Hochrhein, in großen Teilen des Schwarzwaldes, fast ganz Mittelbadens und große Teile des Baulandes und des Taubergrundes als rein katholische Gebiete bezeichnet werden. Ebenso lag in den größeren Städten Bruchsal, Ettlingen und Freiburg im Breisgau der nichtkatholische Anteil klar unter 20 %. Ausschließlich Katholiken lebten in der Hälfte aller badischen Gemeinden, wobei es nur 67 Gemeinden gab, in denen keine Katholiken lebten.
Die katholische Bevölkerung lebte in ländlichen Gebieten und war dem Kleinbürgertum zuzuordnen, d. h. die Katholiken lebten hauptsächlich in Gemeinden mit weniger als 3000 Einwohnern, wo sie oft keine Kontakte zu evangelischen Mitbürgern hatten. Die ländliche katholische Bevölkerung, hauptsächlich in der Landwirtschaft tätig, spürte die Konjunkturschwankungen ganz besonders und war deshalb auch bei den Auswanderern, die ihr Glück in Übersee suchten, in der zweiten Hälfte des 19. Jahrhunderts überdurchschnittlich vertreten.

### Evangelische Bevölkerung
Nur zwei Amtsbezirke hatten einen evangelischen Bevölkerungsanteil von mehr als 90 %: das Bezirksamt Pforzheim und das in Kehl. Ein evangelisches Übergewicht gab es weiterhin im Norden des Landes im Bezirksamt Bretten und im Bezirksamt Karlsruhe sowie im Süden des Landes in Lörrach und Müllheim. Darüber hinaus wiesen große Teile der Gebiete der ehemaligen Kurpfalz ein Übergewicht evangelischer Einwohner auf.
Die Menschen evangelischen Glaubens dominierten in den mittleren und größeren Städten mit Ausnahme von Mannheim und Freiburg. Sie hatten früher ein bürgerliches Selbstbewusstsein entwickelt, das auf Bildung, wirtschaftlichen Erfolg und politischer Teilhabe fußte.

### Jüdische Bevölkerung
Die jüdische Bevölkerung hatte nur in folgenden Amtsbezirken eine überdurchschnittlich höheren Anteil an der Gesamtbevölkerung: Adelsheim, Bretten, Konstanz, Mannheim, Sinsheim und Wiesloch. Außer Konstanz lagen diese Amtsbezirke alle im nördlichen Teil Badens.

## Weitere Entwicklung
Der Anteil der Katholiken sank bis 1852 auf 66,3 % und auf 63,6 % im Jahr 1875. Gegenläufig dazu erhöhte sich der Anteil der Evangelischen, deren Anteil bis 1875 sich auf 34,4 % erhöhte. Der jüdische Bevölkerungsanteil blieb ohne große Schwankungen und lag 1875 bei 1,7 %. Katholiken und Juden zeigten die gleiche Tendenz: Sie zogen aus den ländlichen Räumen in die Industrie- und Handelsstädte (wie z. B. Mannheim) bzw. in die Landeshauptstadt, wo neue Lebenschancen sich boten.

## Bevölkerungszahlen in Baden
| Jahr | Einwohner |
| ---- | --------- |
| 1815 | 993.414   |
| 1885 | 1.601.255 |
| 1890 | 1.657.867 |